# Peters Held
Peters Held er en dansk stum komedie-dramafilm fra 1908 produceret af Nordisk Films Kompagni og instrueret af Viggo Larsen.
Filmen blev distribueret i engelsktalende lande som John's Good Luck, i tysktalende lande som Peters Glück  og i fransktalende lande som Pierre Hibou.

## Handling
Den unge fisker Peter forelsker sig i datteren af en rig bonde. Peter prøver uden held at få den rige bonde til at låne sig penge til en ny motor til sin fiskerbåd. Peter tager i stedet til storbyen for t se en motorudstilling. I storbyen møder Peter en ung ekstravagant kvinde, der vier ham rundt. I en tombola vinder Peter hovedpræmien: en ny bil. Han sælger bilen med det samme og beholder alle de mange penge. Han tager glad på restaurant med kvinden, men lægger ikke mærke til, at hun giver tegn til en skummel person, der er iført chaufføruniform. 
Peter vil gå ombord på sin fiskerbåd, men kvinden overtager ham til at overnatte på et obskurt hotel. Så snart han sidder der med en flaske vin kommer den skumle person ind ad vinduet og overfalder Peter, der dog straks bliver ædru og slår banditten ud. Politiet kommer, og kvinden og den medsammensvorne slyngel bliver arresteret. Peter får sine penge tilbage. Da Peter vender tilbage til sin kæreste med de mange penge, kan den rige bonde ikke sige nej til at give sin datters hånd til Peter. Datter glæder sig over Peters held,  men får kun den ene halvdel af historien.

## Medvirkende
- Frederik Buch
- Knud Lumbye
- Lilly Jansen
- Gustav Lund
- Viggo Larsen